# Rucphen
Rucphen é um município dos Países Baixos, situado na província de Brabante do Norte. Tem 64,48 km² de área e sua população em 2020 foi estimada em 23.009 habitantes.